# Tricot (textil)

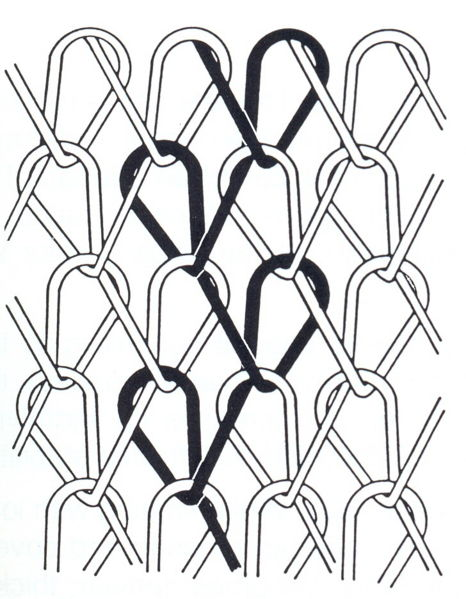
Patrón básico de punto de tricot. Hilos paralelos en zigzag longitudinal a lo largo del tejido, cada bucle se asegura con un bucle adyacente de la fila anterior.

El tricot (también, tejido punto de urdimbre) es una familia de tejido en el que el hilo “zigzaguea” a lo largo de la longitud de la tela, es decir, en columnas seguidas y adyacentes de tejido de punto, en lugar de una sola fila (“curso”). En contraposición, el tejido de punto a través del ancho de la tela se denomina tejido de punto de trama (véase trama). Ambos permiten una variedad importante de tipos de punto y de motivos de dibujo, tanto a mano como a máquina.

## Descripción
Esencialmente, el «tricot» consiste en una serie de lazadas - denominadas puntos - unidas entre sí de forma que constituyan una malla.
Es un método que se puede emplear para tejer los materiales más típicos, como la lana, o el hilo de algodón, pero también usando cualquier otro tipo de fibra textil A diferencia de las otras telas tejidas formadas mediante el cruce de hilos de urdimbre y de hilos de trama, el tricot, en cambio está constituido por un solo hilo, que torciédolo se hace pasar por los bucles así formados, a menudo con la ayuda de una o varias agujas de tricotar.
Dado que la urdimbre requiere que el número de tiradas de hilo separadas (“o extremos”) sea igual al número de puntos de una fila, el tejido de punto por urdimbre casi siempre se hace a máquina, no a mano. A nivel industrial, una tricotosa es una máquina para tejer género de punto que trabaja con agujas de lengüeta colocadas en las ranuras de una montura, por dentro de las cuales pueden deslizar de forma alternada impulsadas por unas levas.

## Historia
Hacer punto es un arte milenario. Para hacer punto se utilizan, habitualmente, dos agujas largas con las que se maneja el hilo de lana para dar forma a la lazada. El grueso de las agujas determinará qué tamaño tiene el punto y, al mismo tiempo, el espesor de la malla o tejido resultante.
La invención de las máquinas tricotosas, a diferencia de las máquinas de coser y de los telares, se remonta al 1808. La tricotosa circular de aguja es del año 1906.

## Aplicaciones
- Equipos de protección individual ( EPI), sobre todo protección para los cortes.
- Jerséis, Camisetas, ropa-interior, slips, gorros, etc…

## Tipos de máquinas
- Máquina rectilínea
- Máquina circular